# زیردریایی کلاس-سی (بریتانیا)
زیردریایی کلاس-سی (بریتانیا) (به انگلیسی: British C-class submarine) یک کلاس از زیردریایی است که طول آن ۱۴۳ فوت ۲ اینچ (۴۳٫۶۴ متر) می‌باشد.